# جیمی کی
جیمز پاتریک کینون (به انگلیسی: James Patrick Kinnon) (5 آوریل ۱۹۱۱–۹ ژوئیه ۱۹۸۵) که عموماً با نام جیمی کینون یا «جیمی کِی» شناخته می‌شود، مؤسس اصلی «معتادان گمنام: اِن اِی» -یک انجمن جهانی متشکل از معتادان در حال بهبودی-بود. در دوران زندگی کینون، مطابق با اصل حفظ گمنامی شخصی در سطح عمومی، از وی معمولاً با نام «جیمی کِی» یاد می‌شد. وی هرگز خود را مؤسس ان ای نمی‌دانست اما سوابق و داده‌های تاریخی روشن می‌سازد که وی در نقش یک مؤسس ظاهر شد.

## آقای کروکشانک
وقتی کینون هفت ساله بود با یک الکلی آشنا شد که بعدها از وی با نام آقای کروکشانک یاد می‌کرد. کینون بیشتر اوقات او را مست و کتک خورده می‌دید. یک روز کینون کروکشنانک را دید که به شدت کتک خورده و بی هوش شده‌است. کینون رفت تا کمک بیاورد اما در هفته‌های بعد کروکشانک را ندید و بعد از پسر و جوهای بیشمار، مادرش او را به دیدن دوستش برد. آنان به آسایشگاهی رفتند که کروکشانک را به آنجا برده بودند و او در آنجا زندگی می‌کرد. او ویلچرنشین و پریشان حال شده بود. پس از ترک مؤسسه، کینون به مادرش گفت وقتی بزرگ شد باید به افرادی مثل آقای کروکشانک کمک کند.

## اوایل زندگی
کینون در ۵ آوریل ۱۹۱۱ در پیزلی اسکاتلند به دنیا آمد. او او اولین فرزند از پنج فرزند والدین ایرلندی الاصلش بود. پدر جیمی در ۱۹۲۱ به آمریکا رفت و باقی خانواده هم یک سال بعد به او پیوستند. خواهرش بیمار شد و مادرشان در کنار او ماند در این میان او همراه با سه سه برادرش سه روز و نیم تنها در الیس آیلند نیویورک سر کردند. آنان بعدتر راهی فیلادلفیا شدند و او به یک مدرسه کاتولیک در جرمن تاون (نام بخش شمال غربی فیلادلفیا که در قدیم شهر مجزایی بود) رفت. او خود-یا خانواده اش- برنامه‌ریزی کرده بودند تا وی کشیش شود و این امر مستلزم شش سال آموزشی دشوار بود. وی زمانی که در مدرسه دینی یاد شده بود مصرف الکل و قرص را شروع کرد و بدین ترتیب دوران اعتیاد فعال وی آغاز شد تا این که در ۱۹۵۰ پاک شد. وی در نهایت سقف ساز و نقاش ساختمان شد. کینون همسر آیندهٔ خود، اگنس را در فیلادلفیا دید و از اوایل دهه ۱۹۴۰ با وی راهی کالیفرنیا شد. آنها شش فرزند داشتند.

## رهایی از اعتیاد و پاک شدن
کینون در ۲ فوریه ۱۹۵۰ از مصرف هر نوع ماده روان گردان و مخدر دست کشید و از آن پس شروع به حضور در انجمن الکلی‌های گمنام، یک برنامه دوازده قدمی کرد. در این دوران او با اعضای دیگری ملاقات کرد که درگیر اعتیاد به موادی غیر از الکل بودند. الکلی‌های گمنام بیشتر اوقات اعضا را از سخن گفتن در ارتباط با اعتیاد به سایر مواد بر حذر می‌داشت. جیمی متوجه شد که فرد معتاد باید جدای از آن که از مواد مصرفی خود رها شود می‌بایست به تفکر و نگرش‌های خود نیز توجه کند. به همین دلیل وی قدم اول الکلی‌های گمنام را که می‌گوید: «ما پذیرفتیم که در برابر الکل عاجز بودیم و زندگی ما غیرقابل اداره شده بود» به «ما پذیرفتیم که در برابر اعتیادمان عاجز بودیم و زندگیمان غیرقابل اداره شده بود». کینون در نشستهای گروهی دیگر با نام «مواد اعتیادآور» هم حضور یافت اما از آنها مأیوس شد.

## شکل‌گیری معتادان گمنام
در تابستان ۱۹۵۳ جیمی کینون همراه با برخی از اعضای الکلی‌های گمنام شروع به برگزاری نشستهای جداگانه ای با نام معتادان گمنام کردند. الکلی‌های گمنام به وی و چندین فرد دیگر اجازه داده بودند تا از دوازده قدم AA استفاده کنند. در ۱۴ سپتامبر ۱۹۵۳ آنها نامه‌ای از بیل ویلسون بنیانگذار AA دریافت کردند که می‌توانند از اصول و سنت‌های «الکلی‌های گمنام» استفاده کنند. گروه NA در اوایل تأسیس به شدت تحت فشار بود. قانونی در آمریکا هرگونه نشست و برگزاری جلسات به وسیله معتادان را جرم تلقی می‌کرد؛ بنابراین «اِن اِی» که براساس گردهمایی معتادان شکل گرفته بود عملاً غیرقانونی بود. در اوایل تشکیل این گروه بسیاری از معتادان در اطراف محل برگزاری نشست‌ها نگهبانی می‌دادند تا به وسیله پلیس دستگیر نشوند! همان‌طور که در بند قبلی گفته شد جیمی قدم ۱ را تغییر داد؛ تغییری معنادار که به معنی تأکید NA بر بهبودی از بیماری اعتیاد –و نه فقط رهایی و بهبودی از اعتیاد به یک ماده خاص-است. از دیدگاه کینون بیماری اعتیاد عمیق‌تر از وابستگی به مواد بوده و مسائلی عمیق‌تر چون وسوسه فکری و عدم توانایی فرد برای کنترل مصرف خود را در بر می‌گیرد و مواد مخدر تنها برای به دست آوردن یک آرامش موقت و گذرا مصرف می‌شود. معتادان گمنام به‌طور رسمی در ژوئیه ۱۹۵۳ در سان ولی کالیفرنیا تأسیس شد.

## آثار
بیشتر متون اولیه معتادان گمنام را جیمی کینون نوشته‌است و همچنان در سراسر جهان روزانه در بیش از هفتاد هزار جلسه مورد استفاده قرار می‌گیرد. او نویسنده اصلی کتابچه زرد و کتابچه سفید بود که در دو دهه شصت و هفتاد قرن بیستم از آنها استفاده می‌شد. از ۱۹۷۹ تا ۱۹۸۲ صدها عضو انجمن معتادان گمنام که متعلق به نسل جدید معتادان دهه‌های شصت و هفتاد بودند، این ادبیات را توسعه داده و «کتاب پایه» را نوشتند. کینون همچنین لوگو NA، لوگو گروه و سمبل خدمات را طراحی کرد. از کتاب پایه به عنوان نخستین کتابی یاد می‌شود که توسط معتادان در حال بهبودی برای معتادان در حال بهبودی نوشته شد. این کتاب نخست در ۱۹۸۲ نشر یافت و از آن زمان ۹٫۳ میلیون نسخه از آن به زبانهای مختلف منتشر شده‌است.

## مرگ
جیمی کی که از اواخر سالهای دهه شصت درگیر سل شده بود، در نهایت در پی ابتلا به سرطان ریه در ۹ ژوئیه ۱۹۸۵ درگذشت. پیش از مرگ وی خواست تا بر سنگ قبرش نوشته شود: «آنچه ما کردیم این بود که بذرهایی کاشتیم و کوشیدیم تا این کار را به ثمر برسانیم تا ما و دیگران بتوانند زندگی کنند. در صلح، در آزادی و در عشق». او در زمان مرگ به مدت سی و پنج سال پاک بود.